# تعارض کاربری سرزمین
تعارض کاربری سرزمین (به انگلیسی: Land-use conflict)، زمانی رخ می‌دهد که دیدگاه‌های متناقضی در مورد سیاست‌های کاربری زمین وجود داشته باشد، مانند زمانی که افزایش جمعیت، تقاضاهای رقابتی برای استفاده از زمین ایجاد می‌کند و باعث تأثیر منفی بر دیگر کاربری‌های پیرامونی می‌شود.
برنامه‌ریزی شهری در گذشته ضعیف بود یا وجود نداشت. هم مناطق مسکونی و هم صنعتی نیاز به حمل و نقل آسان دارند. صنایع کارگرمحور نیاز دارند که به آسانی به دنبال کارگر باشند. در نتیجه، مناطق مسکونی و صنعتی اغلب همسایه‌های نزدیک هستند.

## راه حل‌ها
تعدادی از روش‌های ممکن برای کاهش، پرهیز یا ریشه‌کن کردن درگیری‌های کاربری سرزمین وجود دارد. رایج‌ترین آنها در زیر ذکر شده‌است:
- برنامه‌ریزی شهری
  - توسعه بافت فرسوده
- محدود کردن کاربری سرزمین
- توسعه شهرهای جدید
- آبادسازی سرزمین